# Ida Faber-Hoesdorff
Maria Ida Faber-Hoesdorf, (Differdange, 28 december 1908 – Berschbach, 17 november 1998) was een Luxemburgs kunstschilder. Ze signeerde haar werk als I. Faber.

## Leven en werk
Ida Hoesdorff was een dochter van Michel Hoesdorff en Irma Josephine Anen. Na het meisjeslyceum in Esch-sur-Alzette ging ze om gezondheidsredenen naar Bastenaken. Ze kreeg daar privéles in tekenen en schilderen. Later studeerde ze aan de École ABC de Paris en kreeg ze privéles van de Franse schilder Virgile Ghinea. In 1934 trouwde ze met de onderwijzer Joseph (Josy) Faber (ovl. 1978). Ze woonde met haar man en twee kinderen in Beggen.
Faber-Hoesdorff schilderde onder meer iconen op hout en landschappen. Ze werkte aanvankelijk figuraties, later meer abstract. Ze exposeerde onder meer in de galerie van kasteel Wirtgen in Diekirch (1980).
Ida Faber-Hoesdorf overleed op 89-jarige leeftijd.
- Musée national d'archéologie, d'histoire et d'art: lkl006912